# Réning
Réning é uma comuna francesa na região administrativa de Grande Leste, no departamento de Mosela. Estende-se por uma área de 3,95 km². Em 2010 a comuna tinha 137 habitantes (densidade: 34,7 hab./km²).